# Chan Santokhi
Chandrikapersad Santokhi (sinh năm 1959), còn gọi là Chan Santokhi, là tổng thống thứ 9 của Suriname.
Chan Santokhi sinh ngày 3 tháng 2 năm 1959, tại Lelydorp, huyện Suriname (nay là huyện Wanica). Ông là con út trong một gia đình chín người con ở nông thôn. Cha ông làm việc tại bến cảng Paramaribo và mẹ ông làm phụ bán hàng tại Lelydorp.